# Lacconotus pallidus
Lacconotus pallidus es una especie de coleóptero de la familia Mycteridae.

## Distribución geográfica
Habita en Estados Unidos.